# Большая Чеца
Большая Чеца — река в России, протекает по территории Мезенского района Архангельской области. Устье реки находится в 4 км по левому берегу реки Чеца. Длина реки — 70 км.

## Притоки
- 8 км: Нижняя Бобровка (лв)
- 30 км: Верхняя Бобровка (лв)
- 36 км: Правая Рассоха Большой Чецы (пр)
- 42 км: Ручей (пр)

## Данные водного реестра
По данным государственного водного реестра России относится к Двинско-Печорскому бассейновому округу, водохозяйственный участок реки — Мезень от водомерного поста деревни Малонисогорская и до устья. Речной бассейн реки — Мезень.